# لويس-فرانسوا دي روهان-شابوت
لويس-فرانسوا دي روهان-شابوت هو سياسي فرنسي، ولد في 29 فبراير 1788 في باريس في فرنسا، وتوفي في 8 فبراير 1833 في بيزنسون في فرنسا.

## مناصب
- انتخب مطران كاثوليكي  [لغات أخرى]‏ (23 مارس 1828 – ).
- انتخب مطران كاثوليكي  [لغات أخرى]‏ (20 يوليو 1828 – ).
- انتخب Pair of France ‏.
- انتخب كاردينال (5 يوليو 1830 – ).